# ألبانو بيزاري
ألبانو بينجامين بيزاري (بالإسبانية: Albano Benjamín Bizzarri)‏ الشهير باسم ألبانو بيزاري (مواليد 9 نوفمبر 1977 في فيلا ماريا - الأرجنتين) لاعب كرة قدم أرجنتيني يلعب حاليا لصالح نادي الدرجة الأولى كييفو فيرونا الإيطالي منذ 2014 في مركز حارس مرمى .

## روابط خارجية
- ألبانو بيزاري على موقع الاتحاد الدولي (مؤرشف)  (الإنجليزية)
- ألبانو بيزاري على موقع الاتحاد الأوربي (الإنجليزية)
- ألبانو بيزاري على موقع قاعدة بيانات كرة القدم.إي يو (الإنجليزية)
- ألبانو بيزاري على موقع Soccerway.com (الإنجليزية)
- ألبانو بيزاري على موقع عالم كرة القدم.نت (الإنجليزية)
- ألبانو بيزاري على موقع كووورة
- ألبانو بيزاري على موقع AS.com (الإسبانية)